# Saint-Christophe, Île de la Cité
Saint-Christophe var en kyrkobyggnad i Paris, helgad åt den helige Kristoffer (Christophe). Kyrkan var belägen vid Rue Saint-Christophe framför katedralen Notre-Dame på Île de la Cité i fjärde arrondissementet.

## Historia
Kyrkan uppfördes på 800-talet och tillhörde ursprungligen ett nunnekloster.
Under Filip II Augusts regenttid (1180–1223) blev Saint-Christophe församlingskyrka. Kyrkan byggdes om år 1380 och tillbyggdes i början av 1500-talet.
Kyrkan Saint-Christophe revs år 1747.

## Bilder
| - Saint-Christophe på en karta från år 1737. - Den helige Kristoffer. Målning av Konrad Witz. |

### Webbkällor
- ”Saint Christophe de la Cité”. Histoires de Paris. 29 december 2016. https://www.histoires-de-paris.fr/saint-christophe-cite/. Läst 12 april 2022.